# En sikker vinder
|  | For Jumbobog nr. 260, se Jumbobøger nr. 201-300 |
En sikker vinder er en dansk kortfilm fra 2008 instrueret af Ask Hasselbalch.

## Handling
En aften efter træning i skøjtehallen, udpeges Emilie som holdets repræsentant ved det forestående stævne. En rolle hun påtager sig intetanende om de konsekvenser, det får samme aften.

## Medvirkende
- Cathrine Bjørn, Emilie
- Amalie Lindegård, Anna
- Caspar Phillipson, Træner
- Marie Søderberg, Skøjtepige
- Julie Wright, Skøjtepige
- Laura Rode Nygaard, Skøjtepige